# DreamWorks Classics
Classic Media, LLC, que opera bajo el nombre de DreamWorks Classics, es una compañía estadounidense de entretenimiento propiedad de DreamWorks Animation, que es una subsidiaria de Universal Pictures y una división de NBCUniversal y propiedad de Comcast. Fue fundada como Classic Media en el 2000 por Eric Ellenbogen y John Engelman. La biblioteca del estudio consta de catálogos de propiedad intelectual adquiridos y marcas de personajes, así como los derechos de licencia de varias propiedades de terceros. En 2012, Boomerang Media vendió Classic Media a DreamWorks Animation, quien cambió el nombre de la empresa a DreamWorks Classics. DreamWorks Animation se convirtió en una subsidiaria de NBCUniversal en 2016.

## Historia

### Classic Media (2000-2012)
Classic Media fue fundada por Eric Ellenbogen y John Engelman en 2000 y adquirió el catálogo UPA del patrimonio de Henry Saperstein.  Frank Biondi, el exdirector de Universal Studios. y el productor de cine Steve Tisch invirtieron en la empresa.  Classic Media luego compró el catálogo de Harvey Entertainment el 11 de marzo de 2001. El 16 de agosto de 2001, Classic Media y Random House ganaron una oferta conjunta por los activos de Golden Books, con Random House, y Classic Media adquiere la división de entretenimiento de Golden Books (incluida Dell Comicsy las bibliotecas Gold Key Comics) y Random House adquiriendo las propiedades editoriales de libros de Golden Books. El 31 de octubre de 2003, Classic Media compró los activos de Big Idea Entertainment en bancarrota.  En 2007, Classic había formado Bullwinkle Studios, una empresa conjunta con Jay Ward Productions, para gestionar los personajes de Jay Ward.
El 7 de abril de 2005, la empresa fue recapitalizada por un grupo de inversores formado por Spectrum Equity Investors más inversores existentes encabezados por Pegasus Capital Advisors. También se acordó una línea de crédito senior de $100 millones del grupo bancario liderado por JP Morgan Chase Bank. Con el acuerdo, Spectrum se convirtió en propietario mayoritario de los inversores existentes, con un representante en la junta directiva de la empresa.
En agosto de 2006, Classic Media anunció una empresa conjunta con ION Media Networks, NBCUniversal, Corus Entertainment y la editorial de libros Scholastic Corporation para lanzar Qubo, una red de entretenimiento para niños.

Logotipo de Classic Media

El 14 de diciembre de 2006, se anunció que el rival Entertainment Rights con sede en el Reino Unido adquiriría Classic Media por $ 210,0 millones.  Antes de que se completara la adquisición, ambas compañías anunciaron acuerdos de distribución y producción con Genius Products, LLC, reemplazando el acuerdo de Sony Wonder.
Entertainment Rights pasó a la administración el 1 de abril de 2009. El mismo día, Boomerang Media LLC, formada por Ellenbogen y Engelman en 2008 con fondos de capital de GTCR, anunció que adquiriría las principales subsidiarias británicas y estadounidenses de Entertainment Rights, incluida Classic Media, Inc. y Big Idea Entertainment, de sus administradores. El 11 de mayo de 2009, Boomerang Media anunció que las antiguas subsidiarias británica y estadounidense de Entertainment Rights operarían como un negocio unificado bajo el nombre de Classic Media, mientras que Big Idea operaría bajo su propio nombre. El 7 de marzo de 2012, Classic Media trajo la marca Noddy de Chorion y luego trajo la marca Olivia de ellos el 19 de marzo.

### DreamWorks Classics (2012-presente)
El 23 de julio de 2012, DreamWorks Animation adquirió Classic Media de Boomerang Media por $155 millones; la empresa se convirtió en una unidad de DreamWorks Animation y pasó a llamarse DreamWorks Classics. El 18 de junio de 2014, DreamWorks Animation compró Felix the Cat y la agregó al portafolio de DreamWorks Classics. El 28 de abril de 2016, NBCUniversal, una parte del grupo Comcast, anunció un acuerdo de $3.8 mil millones para comprar DreamWorks Animation. La adquisición se completó el 22 de agosto. Tres series, Lassie, George of the Jungle y Mr. Magoo, fueron recogidos de la biblioteca de DreamWorks Classics por CBS All Access (el servicio de transmisión de Paramount Global, ahora conocido como Paramount+) en enero de 2020.

## Librería

### Catálogos
- El catálogo de UPA  (Mr. Magoo y Gerald McBoing-Boing)[5] incluso a las películas de Godzilla licenciadas por Toho[25]
- El catálogo de Harvey Entertainment (Casper the Friendly Ghost, Little Audrey, Richie Rich, y Baby Huey)[9][10]
- El catálogo de Western Publishing/Golden Books/Gold Key Comics/Golden Book Video  (Pat the Bunny, Magnus, Robot Fighter, Doctor Solar, Man of the Atom, Turok, Son of Stone,  y Little Lulu),[11][12][13] including:
  - El antiguo catálogo de entretenimiento familiar de Broadway Video (Lassie (1954), The Lone Ranger, y Sergeant Preston of the Yukon)[26][27] inclusive:
    - El catálogo anterior a 1974 Rankin/Bass Productions (Rudolph the Red-Nosed Reindeer, The Little Drummer Boy, Frosty the Snowman, y Santa Claus Is Comin' to Town)
    - El catálogo de Total Television (Underdog y Tennessee Tuxedo and His Tales)

  - Shari Lewis dos series de PBS (Lamb Chop's Play Along y Charlie Horse Music Pizza)[28]
- El catálogo de Big Idea Entertainment  (VeggieTales, 3-2-1 Penguins!, Larryboy: The Cartoon Adventures)[14]
- El catálogo de Entertainment Rights ,[19] including:
  - El catálogo de Filmation (The Archie Show, Fat Albert and the Cosby Kids, He-Man and the Masters of the Universe, y BraveStarr)[29]
  - El catálogo de Woodland Animations (Postman Pat, Gran, ' Bertha y Charlie Chalk)[30]
  - El catálogo de Tell-Tale Productions (incluso a Boo! después de excluir de Tweenies)[31][32]
- El catálogo de Chapman Entertainment  (Fifi and the Flowertots, Roary the Racing Car y Raa Raa the Noisy Lion)[33]

### Caricaturas
- Noddy[20]
- Olivia[21]
- Felix the Cat[22]
- Where's Waldo?[34]
- She-Ra (a través del catálogo de Filmation; copropiedad con Mattel)
- Roger Ramjet

### Empresa conjunta
- Bullwinkle Studios, una empresa conjunta con Jay Ward Productions que produce el catálogo de Jay Ward  (incluyendo Las aventuras de Rocky y Bullwinkle, Las aventuras de Peabody y Sherman, y George of the Jungle).[6][15] La asociación de DreamWorks con Bullwinkle Studios finalizó en febrero de 2022 cuando el patrimonio de Ward se asoció con WildBrain.[35] DreamWorks sigue siendo propietaria de sus coproducciones con Bullwinkle Studios.[36]

### Otros derechos
- My Life Me[37][38]
- Voltron[39]
- El catálogo de Tribune Content Agency  (incluye Dick Tracy, Brenda Starr, Reporter, Gasoline Alley, y Broom-Hilda)[40][41]